# Holovanivsk, Ucraina
Holovanivsk (în ucraineană Голованівськ) este așezarea de tip urban de reședință a raionului Holovanivsk din regiunea Kirovohrad, Ucraina. În afara localității principale, nu cuprinde și alte sate.

## Demografie
Componența lingvistică a așezării de tip urban Holovanivsk
     Ucraineană (97,72%)
     Rusă (1,86%)
     Alte limbi (0,19%)
Conform recensământului din 2001, majoritatea populației așezării de tip urban Holovanivsk era vorbitoare de ucraineană (97,72%), existând în minoritate și vorbitori de rusă (1,86%).